# Ernsting’s family

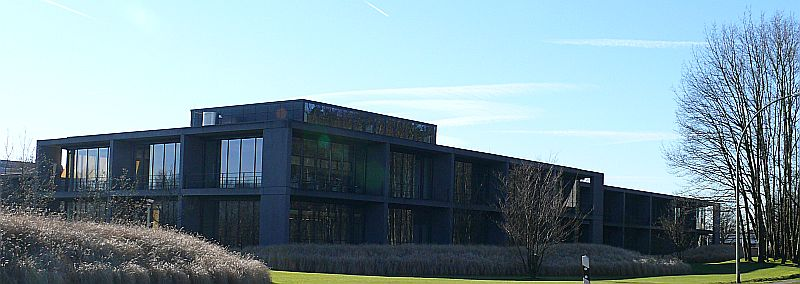
Hauptsitz von Ernsting’s family in Coesfeld-Lette

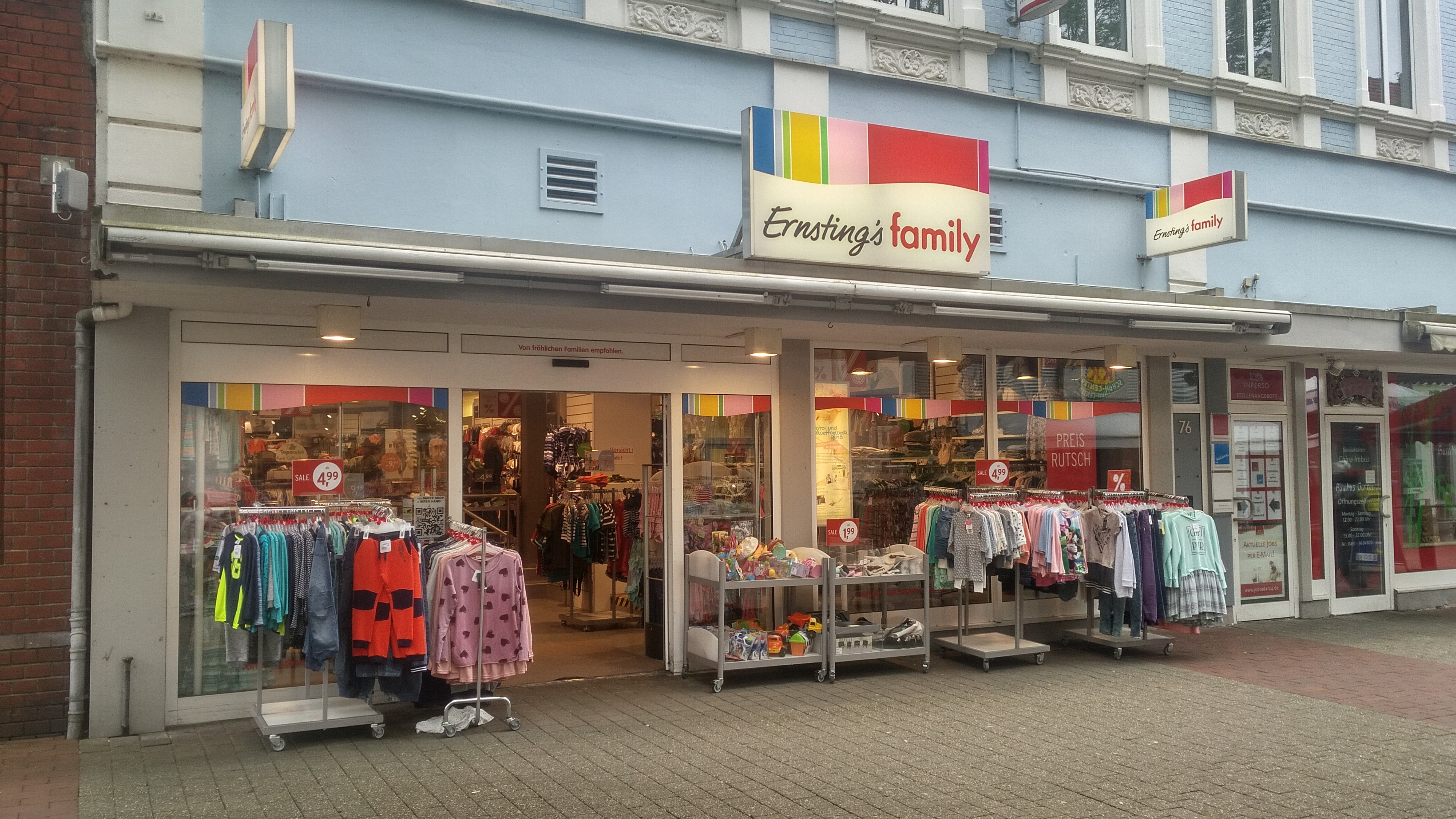
Ernsting’s family in Leer, eine der typischen Ernsting’s-family-Filialen.

Die Ernsting’s family GmbH & Co. KG ist ein im Familienbesitz befindliches deutsches Textileinzelhandelsunternehmen mit Hauptsitz in Coesfeld-Lette (Westfalen). Das Unternehmen bietet Bekleidung mit Schwerpunkt auf Damen- und Kindermode an.
Die Unternehmensgruppe Ernsting’s family unterhält rund 1.925 stationäre Filialen in Deutschland, Österreich und den Niederlanden und ist mit einem Online-Shop und einer mobilen Shopping-App aktiv (Stand 2024). Ernsting’s family gehört seit 2019 zu den sechs größten Bekleidungseinzelhändlern in Deutschland.

## Geschichte
Den Grundstein für das Unternehmen legte Kurt Ernsting 1967 mit der Eröffnung des ersten „minipreis“-Selbstbedienungsladens in der Waschküche des Textilgeschäftes, das seine Eltern in ihrem Wohnhaus in Coesfeld betrieben. Ein Jahr später gründete er die „Minipreis Ernsting Handels-GmbH“ und begann mit dem kontinuierlichen Aufbau einer Filialkette. 1971 entstanden in Coesfeld-Lette ein erstes Verwaltungsgebäude und eine Lagerhalle zur Belieferung der mittlerweile 40 Minipreis-Filialen. 1972 wurde das Unternehmen in „miniladen“ umbenannt, 1985 in „Ernsting’s miniladen“. Den Namen Ernsting’s family erhielt der Textilanbieter im Jahr 1990.
Von 1983 bis 1985 engagierte das Unternehmen den spanischen Architekten Santiago Calatrava für den Bau eines neuen Vertrieb-Centers in Coesfeld-Lette; bei dem Projekt handelte es sich um einen seiner ersten Aufträge. Um die neuen Filialen in den ostdeutschen Bundesländern schneller beliefern zu können, eröffnete 1993 ein Vertrieb-Center in Coswig-Klieken bei Dessau-Roßlau. 1999 entstand in Schwarzenbek bei Hamburg ein Regionalzentrum als LKW-Umschlagplatz.
2001 wurde in Coesfeld-Lette ein neues, von dem britischen Architekten David Chipperfield entworfenes Service-Center fertiggestellt, in dem sich seitdem die Firmenzentrale mit Verwaltung und Entwicklungsabteilung befindet.
2003 ging der Online-Shop von Ernsting’s family ans Netz. Im Rahmen einer Erneuerung des Markenauftritts wurde 2009 die Wort-Bild-Marke „Ernsting’s family – Von fröhlichen Familien empfohlen“ eingetragen; im selben Jahr führte das Unternehmen ein überarbeitetes Corporate Design für den Webauftritt und die Filialen von Ernsting’s family ein. 2010 eröffnete die 1500. Ernsting’s-family-Filiale in Karlsruhe und wenig später in Wien auch das erste Geschäft in Österreich.
Der Firmengründer Kurt Ernsting hatte sich 2006 aus dem operativen Geschäft zurückgezogen, er starb am 7. Dezember 2011 im Alter von 82 Jahren.
2012 nahm auf dem Gelände der Firmenzentrale in Coesfeld-Lette ein neues Paletten-Hochregallager mit einer durch den Glaskünstler Nabo Gaß gestalteten Fassade den Betrieb auf. Seit 2013 ist das Angebot des Ernsting’s-family-Webshops auch über den Mobile-Shop erhältlich.
Um der steigenden Nachfrage im Online-Handel nachzukommen, wechselte das Unternehmen 2021 auf ein halbautomatisches Taschensorter-System, das von Dürkopp Fördertechnik aus Bielefeld entwickelt wurde. Ein vollautomatisiertes System wäre nicht geeignet gewesen, da die Bekleidung von Ernsting’s family aufgrund von Nachhaltigkeitsaspekten nicht in Verpackungsfolie eingeschweißt ist. 2022 wickelte das Unternehmen rund 4 Millionen Online-Bestellungen ab.
Am Hauptsitz neben dem Hochregallager wurde zudem ein vollautomatisches Lagergebäude für Kartons errichtet, um die Internetlogistik des Unternehmens weiter auszubauen. Das Gebäude wurde 2023 in Betrieb genommen und bietet Platz für rund 290.000 Kartons. Darüber hinaus wurde im September 2024 am Hauptsitz ein neues Gebäude für die Kreativ-Abteilungen Design, Warengruppenmanagement, Qualitätsentwicklung, Beschaffung und Beschaffungslogistik eingeweiht.

## Unternehmensstruktur
Die Ernsting’s family GmbH & Co. KG ist die wesentliche operative Gesellschaft der Ernsting’s-family-Unternehmensgruppe. Die Holding der Gruppe ist die EHG GmbH & Co. KG. Zu den Schwestergesellschaften der Ernsting’s family GmbH & Co. KG gehören die mit dem operativen Geschäft in Österreich befasste Ernsting’s family Austria GmbH und die Ernsting’s real estate GmbH & Co. KG, die die unternehmenseigenen Immobilien bewirtschaftet und verwaltet sowie Ladenlokale für das Filialgeschäft anmietet und einrichtet.

### Standorte
Im Jahr 2024 betrieben die Ernsting’s family GmbH & Co. KG und ihre Schwestergesellschaft Ernsting’s family Austria GmbH rund 1.925 Filialgeschäfte in Deutschland und Österreich. Ende Juli 2024 kündigte das Unternehmen die Eröffnung von vier Filialen in den Niederlanden an.
Zur Unternehmenszentrale in Coesfeld-Lette gehört neben der Verwaltung und der Kollektionsentwicklung auch ein Vertrieb-Center mit Hochregallager. Ein weiteres Verteilzentrum befindet sich in Klieken, einem Ortsteil von Coswig (Anhalt). Von diesen beiden Lagern aus werden alle Ernsting’s-family-Filialen beliefert. In Schwarzenbek bei Hamburg unterhält die Unternehmensgruppe ein Regional-Center, das als LKW-Umschlagplatz für die auf dem Hamburger Überseehafen angelieferte Ware dient.

#### Architektur
Zum Gebäudeensemble gehören unter anderem eine von Santiago Calatrava entworfene, 1985 fertiggestellte Lagerhalle, in der sich eines der Vertrieb-Center des Unternehmens befindet, ein 2001 fertiggestelltes Bürogebäude nach einem Entwurf des englischen Architekten David Chipperfield, das den Sitz der Unternehmensverwaltung beherbergt, und ein 2012 erbautes energieautarkes Hochregallager mit einer durch den Glaskünstler Nabo Gaß geplanten vorgebauten Glasfassade mit Photovoltaikmodulen. Das zum Campus gehörende Parkhaus mit Holzfassade wurde von der Bundesstiftung Baukultur als Beispiel guter Baukultur hervorgehoben. Der die Gebäude umgebende Landschaftspark wurde in Teilen von dem belgischen Landschaftsarchitekten Jacques Wirtz gestaltet.

## Geschäftstätigkeit
Ernsting’s family ist in Deutschland, Österreich und den Niederlanden im Textileinzelhandel aktiv. Das Unternehmen bietet Bekleidung mit Schwerpunkt auf Damen-, Herren- und Kindermode an, darüber hinaus umfasst das Angebot auch Accessoires, Heimtextilien, Dekorationsartikel und Spielwaren. Den größten Teil seines Umsatzes erzielt das Unternehmen mit Kinder- und Damenbekleidung.
Etwa die Hälfte der Filialen des Unternehmens sind Einzelgeschäfte in großstädtischen, kleinstädtischen und ländlichen Lagen. Weiterhin werden Geschäfte und Verkaufsflächen in Nahversorgungszentren, Fachmarktzentren, Einkaufszentren und SB-Warenhäusern unterhalten.
Neben dem stationären Handel betreibt Ernsting’s family einen Online-Shop und bietet eine mobile App mit einer für die Displays von Smartphones und Tablets optimierten Variante des Online-Shops an. Online- und Offline-Verkaufskanäle werden durch die Click-and-Collect-Option verknüpft.

## Soziales Engagement und Kooperationen

### Zusammenarbeit mit der Fernuniversität Hagen
Die Unternehmensgruppe Ernsting’s family betreibt das Bildungs- und Kulturzentrum WBK Coesfeld, in dem sich unter anderem die Coesfelder Filiale der Fernuniversität Hagen befindet.
An der Fernuniversität Hagen wurden 2006, 2012 und 2018 die drei Stiftungsprofessuren „Ernsting’s family-Stiftungsprofessur für Soziologische Gegenwartsdiagnosen“, „Ernsting’s family-Junior-Stiftungsprofessur für Soziologie familialer Lebensformen, Netzwerke und Gemeinschaften“ und „Ernsting’s family-Stiftungsprofessur für Mikrosoziologie“ eingerichtet. Die Mittel dafür wurden von der EHG GmbH & Co. KG, der Muttergesellschaft der Ernsting’s family GmbH & Co. KG, jeweils für fünf Jahre zur Verfügung gestellt.
Laut Stiftungsvertrag gehört zu den Aufgaben der Stiftungsprofessuren die Vermittlung von soziologischem Wissen an interessierte Bürger. In diesem Zusammenhang bietet die Fernuniversität Hagen im Rahmen der BürgerUniversität Coesfeld seit 2007 Vorträge und Seminare in Coesfeld an.

### Soziales Engagement
Ernsting’s family unterstützt den Verein Herzenswünsche e.V., der schwer erkrankten Kindern und Jugendlichen die Erfüllung besonderer Wünsche finanziert. Dazu gehören unter anderem mehrwöchige Klimakuraufenthalte für an Mukoviszidose leidende Kinder. Erlöse aus dem Vertrieb einer regelmäßig aufgelegten Charity-Kinderkollektion, Gelder aus Spendenboxen in den Filialen sowie aus unternehmensinternen Aktionen werden jährlich als Spende an den Verein übergeben. Insgesamt wurden auf diese Weise seit 1992, dem Jahr der Gründung des Vereins, mehr als 4 Millionen Euro Spenden weitergeleitet.
Ernsting’s family ist seit 2013 nationaler Förderer des Deutschen Sportabzeichens und unterstützt in diesem Zusammenhang unter anderem die jährlich durch den Deutschen Olympischen Sportbund ausgerichtete Sportabzeichentour.
Mit dem Projekt „Kids Chor“ unterstützt Ernsting’s family seit 2014 Grundschulen in Deutschland und Österreich dabei, Schulchöre ins Leben zu rufen. Projektpate ist der deutsche Liedermacher Arthur Horváth.
Die Ernsting’s real estate GmbH & Co. KG, eine Schwestergesellschaft der Ernsting’s family GmbH & Co. KG, betreibt gemeinsam mit der gemeinnützigen Kunst- und Kulturförderstiftung Ernsting Stiftung Alter Hof Herding das Konzert Theater Coesfeld, ein aus Mitteln der Unternehmerfamilie Ernsting errichtetes Theater und Konzerthaus.
Weiterhin ist Ernsting’s family Partner der Initiative Cotton made in Africa, ein anerkannter Standard für nachhaltige Baumwolle aus Afrika.

## Auszeichnungen
- 2017: Ausgezeichnet mit dem Deutschen Handelspreis in der Kategorie Großunternehmen.[44]
- 2022: Ausgezeichnet mit dem Fairtrade-Award in der Kategorie Handel.[45]